# 仁一路
仁一路是台灣基隆市市中心的主要道路之一，主要位於仁愛區田寮河南岸，部分位於信義區。仁一路由喜豬橋/東岸高架橋路口至福虎橋/東明路/月眉路口。喜豬橋/東岸高架橋路口至銀蛇橋/劉銘傳路口為東行之單行道，剩餘路段為雙向道。喜豬橋至金雞橋間為單向四線道；金雞橋至銀蛇橋間為單向三線道，且於靠河岸邊劃有汽機車停車格；銀蛇橋至福虎橋則為雙向四線道。田寮河畔部分區域為林蔭區並設有座椅，提供市民休憩。

## 概況
仁一路全線商家林立，西段靠近愛四路夜市、義二路商圈、中華電信基隆營運處、中華郵政基隆愛三路郵局及仁二路商圈；中段有仁愛區之最高樓東方帝景大樓；東段則較多住家。

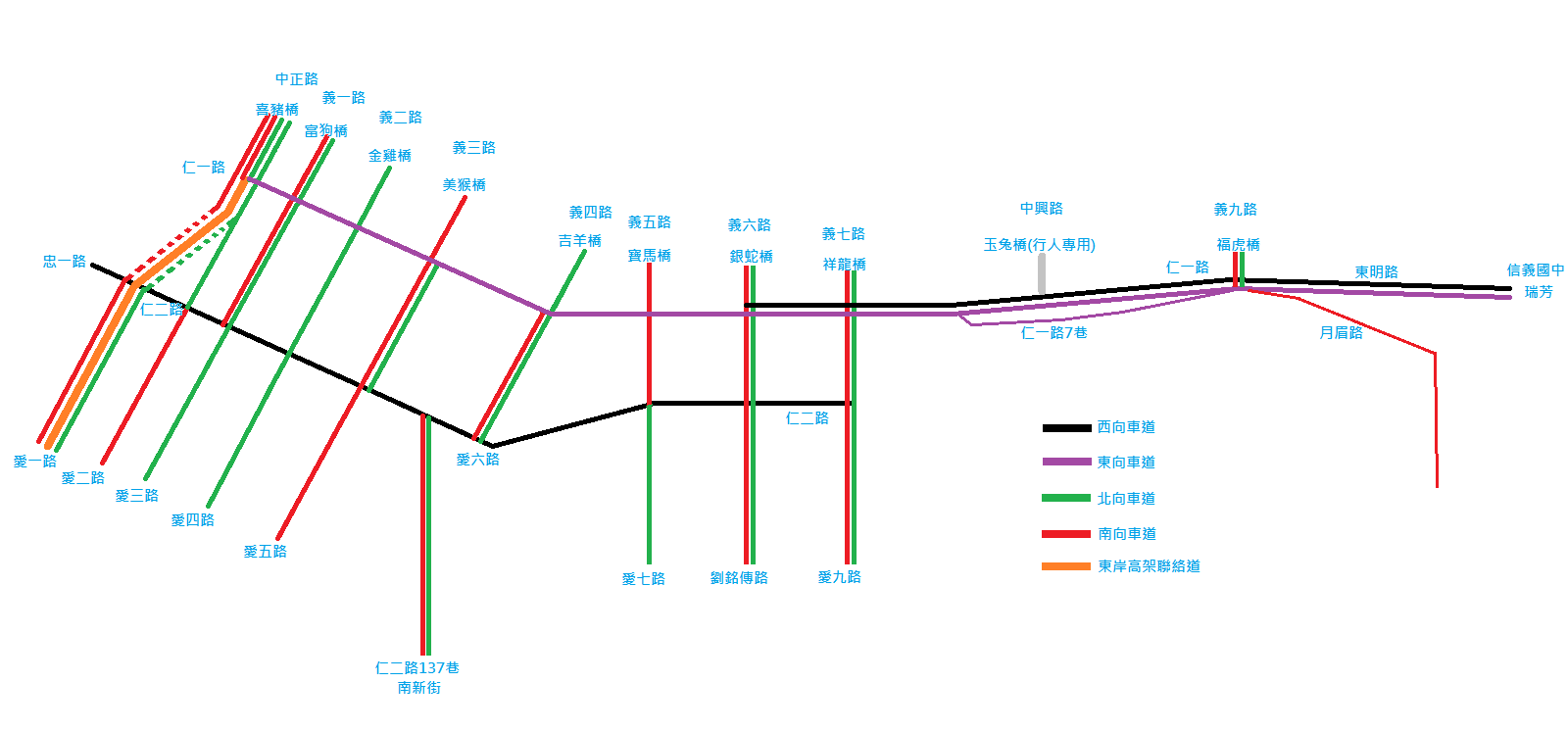
仁一路周邊道路示意圖

仁一路有一條固定行駛的基隆市公車201線，返程始於基隆車站，經東明路、東信路、培德路、深溪路至深美國小。由於是單行道，故往車站之乘客須過橋至信一路搭乘。
富狗橋雖為雙向道，但此路口車流較大，因此除公車外，其他車輛禁止左轉富狗橋。

## 沿線設施
- 東岸高架道路
  - 東岸廣場/基隆市公車二信循環站
- 愛三路
  - 中華郵政基隆愛三路郵局
  - 中華電信基隆營運處
- 愛四路
  - 華南銀行基隆分行
  - 台灣電力公司基隆區營業處
  - 基隆市公車電力公司站
- 愛五路
  - 基隆市公車仁一路283號站
- 愛六路
  - 台北富邦銀行基隆分行
  - 統一超商基隆愛六門市
  - 必勝客基隆外送店
  - 審計部基隆市審計室
  - 基隆市選舉委員會
  - 新光人壽基隆大樓
  - 新光銀行基隆分行
  - 東方帝景
- 愛七路
  - 遠傳電信基隆仁一直營服務中心
  - 基隆市公車劉銘傳路口站
- 劉銘傳路
  - 肯德基基隆仁一門市
  - 基隆二信銘傳分社
  - 基隆一信仁一路分社
  - 基隆市公車愛九路口站
- 愛九路
  - OK便利店
  - 基隆市公車仁一路27號站
- 東明路/月眉路口